# Conny Waßmuth
Conny Waßmuth (Berlijn, 13 april 1983) is een Duitse kanovaarster.
Waßmuth won tijdens de Olympische Zomerspelen 2008 de gouden medaille in de K4 500m. Op de wereldkampioenschappen won Waßmuth zeven titels.

## Belangrijkste resultaten

### Olympische Zomerspelen
| Editie | Plaats         | Resultaten  |
| ------ | -------------- | ----------- |
| 2008   | Peking         | K4 500m     |
| 2016   | Rio de Janeiro | 17e K1 200m |

### Wereldkampioenschappen vlakwater
| Jaar | Plaats    | Resultaten          |
| ---- | --------- | ------------------- |
| 2005 | Zagreb    | K4 500m             |
| 2006 | Szeged    | K4 200m · K4 500m   |
| 2007 | Duisburg  | K4 200m · K4 500m   |
| 2009 | Dartmouth | K4 200m · K1 4x200m |
| 2010 | Poznań    | K1 4x200m           |
| 2011 | Szeged    | K1 4x200m           |
| 2013 | Duisburg  | K2 1000m            |
| 2015 | Milaan    | K4 500m             |

1984: Agafia Constantin & Nastasia Ionescu & Tecla Marinescu & Maria Ştefan ·
1988: Anke Nothnagel & Ramona Portwich & Birgit Schmidt-Fischer & Heike Singer ·
1992: Kinga Czigány & Éva Dónusz & Rita Kőbán & Erika Mészáros ·
1996: Birgit Fischer & Manuela Mucke & Ramona Portwich & Anett Schuck ·
2000: Birgit Fischer & Manuela Mucke & Anett Schuck & Katrin Wagner-Augustin ·
2004: Birgit Fischer & Carolin Leonhardt & Maike Nollen & Katrin Wagner-Augustin ·
2008: Fanny Fischer & Nicole Reinhardt & Katrin Wagner-Augustin & Conny Waßmuth ·
2012: Krisztina Fazekas & Katalin Kovács & Danuta Kozák & Gabriella Szabó ·
2016: Tamara Csipes & Krisztina Fazekas-Zur & Danuta Kozák & Gabriella Szabó ·
2020: Kozák & Csipes & Kárász & Bodonyi ·
2024: Carrington & Hoskin & Brett & Vaughan